# Калинівка (Солонянська селищна громада)
Кали́нівка (МФА: [kɐˈɫɪɲiu̯kɐ] ( прослухати)) — село в Україні, у Солонянській селищній громаді Дніпровського району Дніпропетровської області. Населення станом на 2021 рік — 462 мешканці.
Назву села пов'язують начебто  з калиною, якої нібито колись тут було багато, але ніяких заростей калини тут ніколи не було. Первісно село називалось присілком Калініна.

## Географія
Село Калинівка знаходиться за 4 км від правого берега річки Дніпро, на відстані 1 км від сіл Гроза і Петро-Свистунове.

## Історія
У 1927 розпочалося будівництво Дніпровської ГЕС. Нижня частина села с. Вовніги підлягала затопленню і її мешканців переселили у новостворений  присілок Калиніна. Переселення розпочалося навесні 1928 року. Першими оселилися тут родини Кудлач, Марченок і Буштрук. Селян наділили землею у розрахунку 1,3 га на їдока..
У 1930 році створено перший колгосп «Радянка». Перший голова колгоспу — Йосип Михайленко, заступник — Денис Сміюха. В колгоспі налічувалось 1300 га землі, 70 плугів, 85 борін, 105 бричок, 20 сівалок, 70 букерів, півсотні пар коней.
У 1932 році колгосп очолив М. Марченок. Сіяли в степу здебільшого вручну. Як тільки з полів сходили сніги й земля починала відтавати, на лани виходили чоловіки з мішками через плече з посівним матеріалом.
У 1934 році колгосп перейменували на ім'я М. І. Калініна після візиту «всесоюзного старости».

### Школа
У 1930 році відкрито початкову школу, яка містилася в хаті Лазаря Йосиповича Гузевата. Навчання проводила вчителька Євдокія Сергіївна Медведьова. Школа кочувала по дядьківських хатах — низьких, затемнених. Через тісноту навчання проводили у дві зміни. В кімнаті вміщалося 35-40 учнів.
У 1932 році директором школи став Григорій Артемович Компанієць, вчитель Максим Макарович Братко.
У кінці 30- років голова сільради Мороз І.І., голова колгоспу — Сміюха Ф.І

### Будинок культури.
В селі діє будинок культури. У кінці 50-х років ХХ сторіччя завклубом Сміюха Михайло Григорович (1936 р.н.).

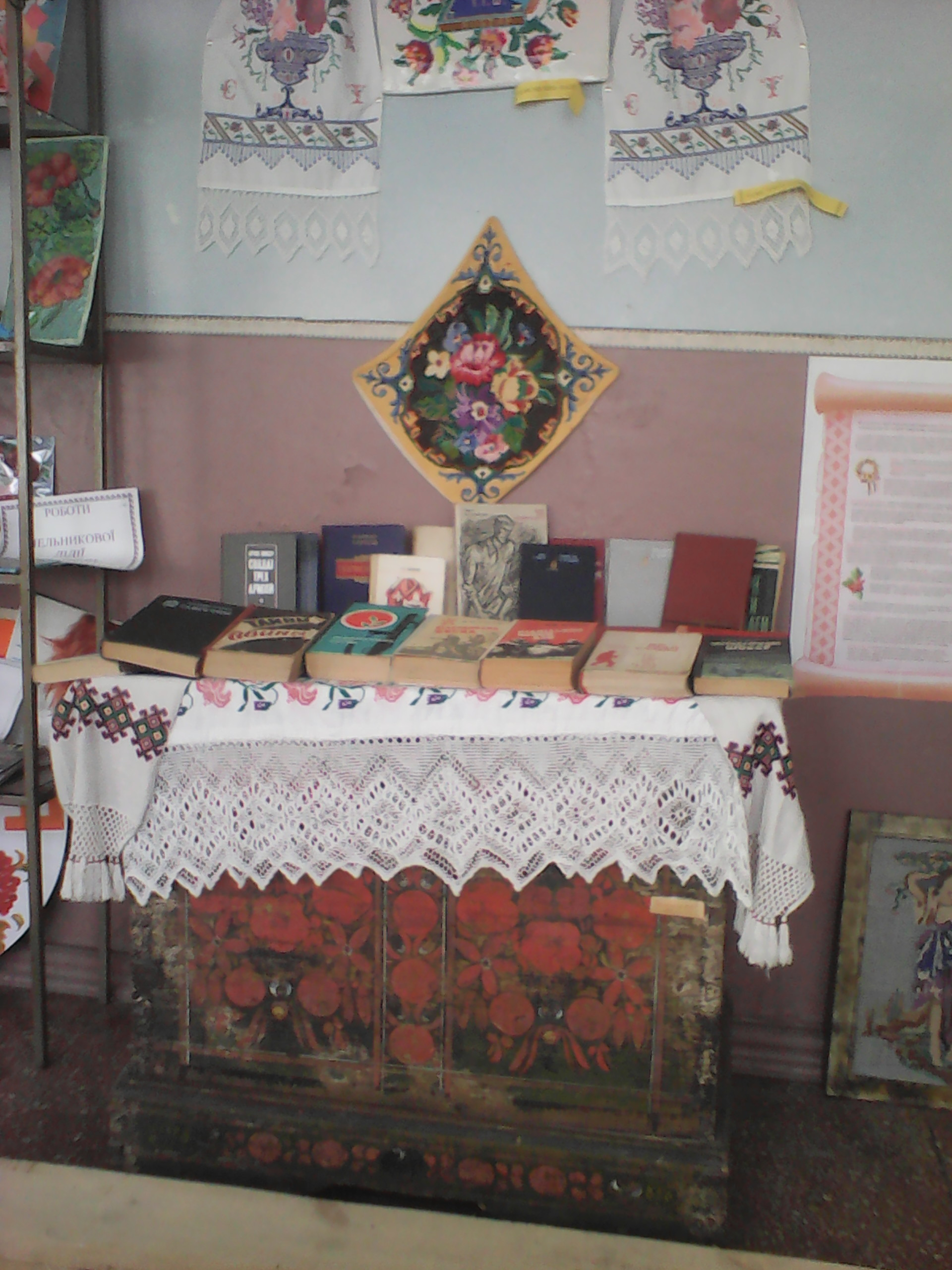
Музей с. Калинівка

Зараз завідувач — Довгаш Раїса Олександрівна, а сільською бібліотекою — Гужва Юлія Олександрівна. У Будинку культури знаходиться також музей історії, працюють різноманітні гуртки,

## Населення

### Мова
Розподіл населення за рідною мовою за даними перепису 2001 року:
| Мова                | Відсоток |
| ------------------- | -------- |
| українська          | 93,9 %   |
| російська           | 4,3 %    |
| інші/не визначилися | 1,8 %    |

## Економіка
- ТОВ «АгроМайстер».

## Об'єкти соціальної сфери
- Школа I—II ст.
- Дитячий садочок.
- Фельдшерсько-акушерський пункт.
- Будинок культури.
- Відділення Ощадбанку

## Пам'ятки
- Могили воїнів Червоної Армії, загиблих в 1943 році у Другій Світовій війні. Поховано 345 воїнів 8-ї гвардійської армії Південно-Західного (з 20.10.1943 – 3-й Український) фронту, які загинули 26 вересня – 24 жовтня 1943 році у боях на правобережному плацдармі в районі села Вовніги та під час визволення Калинівки від гітлерівських загарбників. У 1958 році на могилі установили залізобетонну скульптуру воїна з автоматом. У 1975 році ліворуч і праворуч від скульптури споруджено 4 стели, на яких увічнено відомі прізвища похованих і прізвища земляків, які загинули на фронтах Другої Світової війни.
- В 2 км на південний захід від села, біля дороги на Вовніги, розташована пам'ятка промислової архітектури - водонапірна вежа. Збудована 1954 року. Зараз не використовується за призначенням

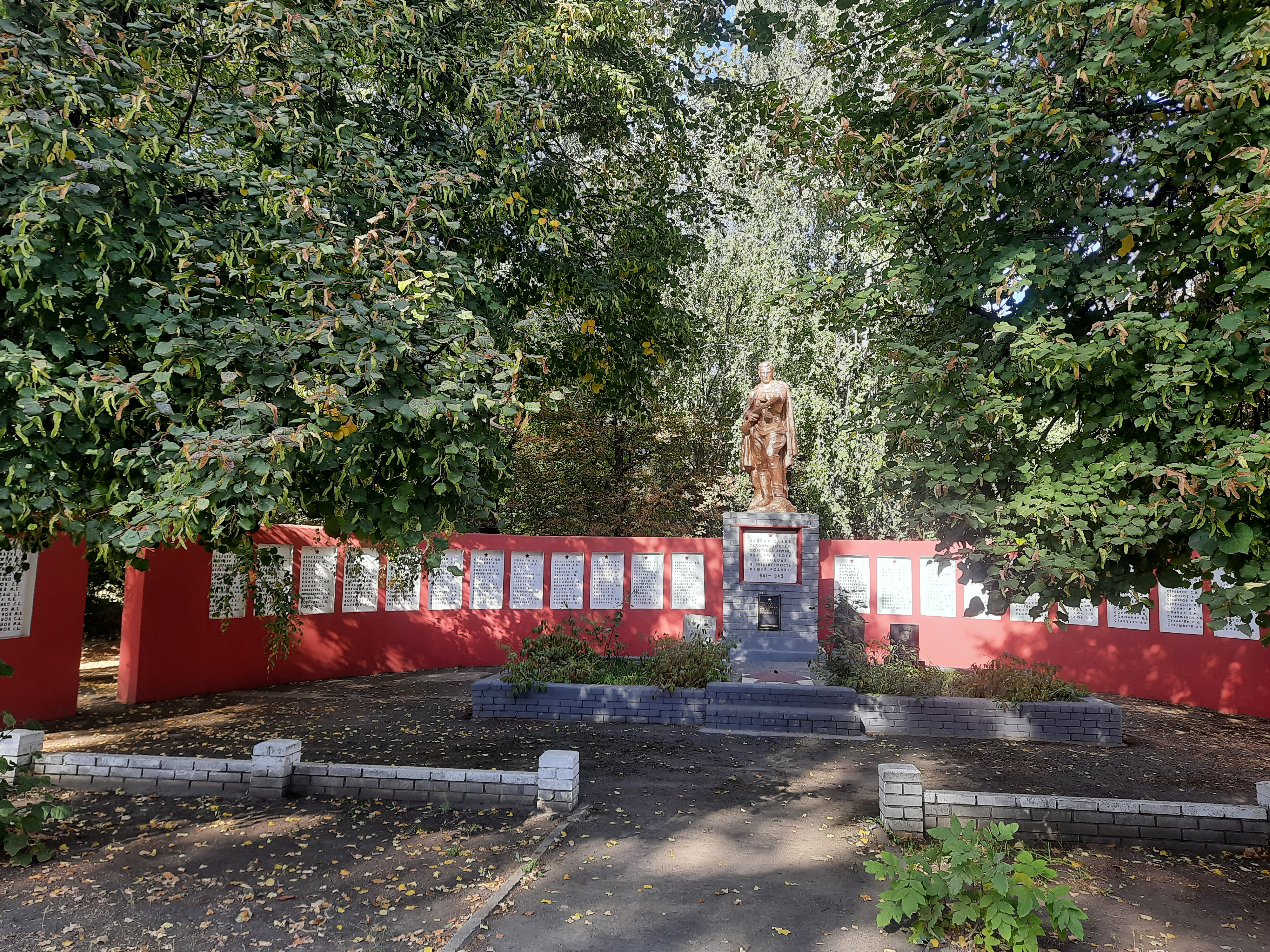
Могили воїнів, загиблих в 1943 році у Другій Світовій війні
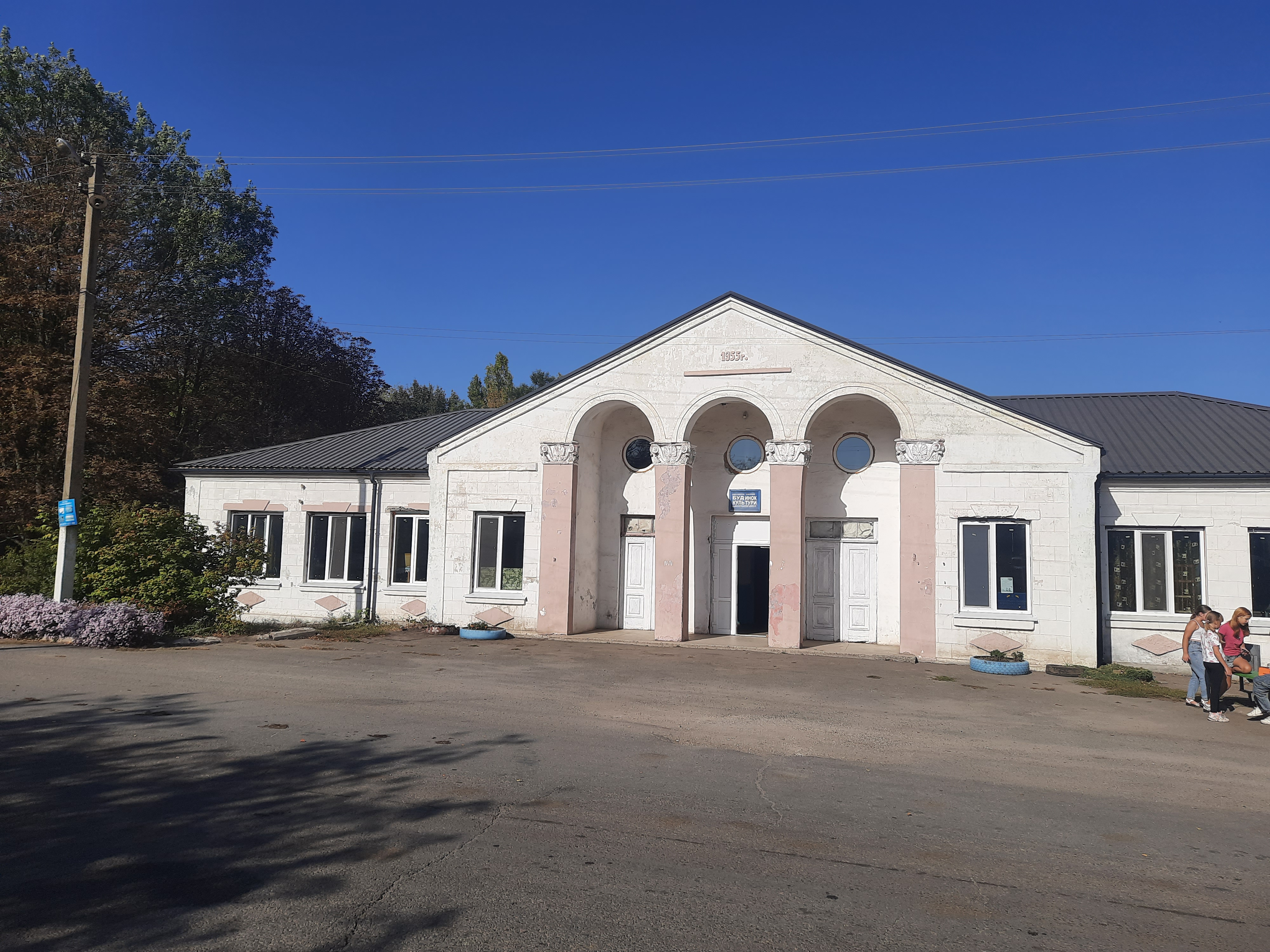
Будинок культури
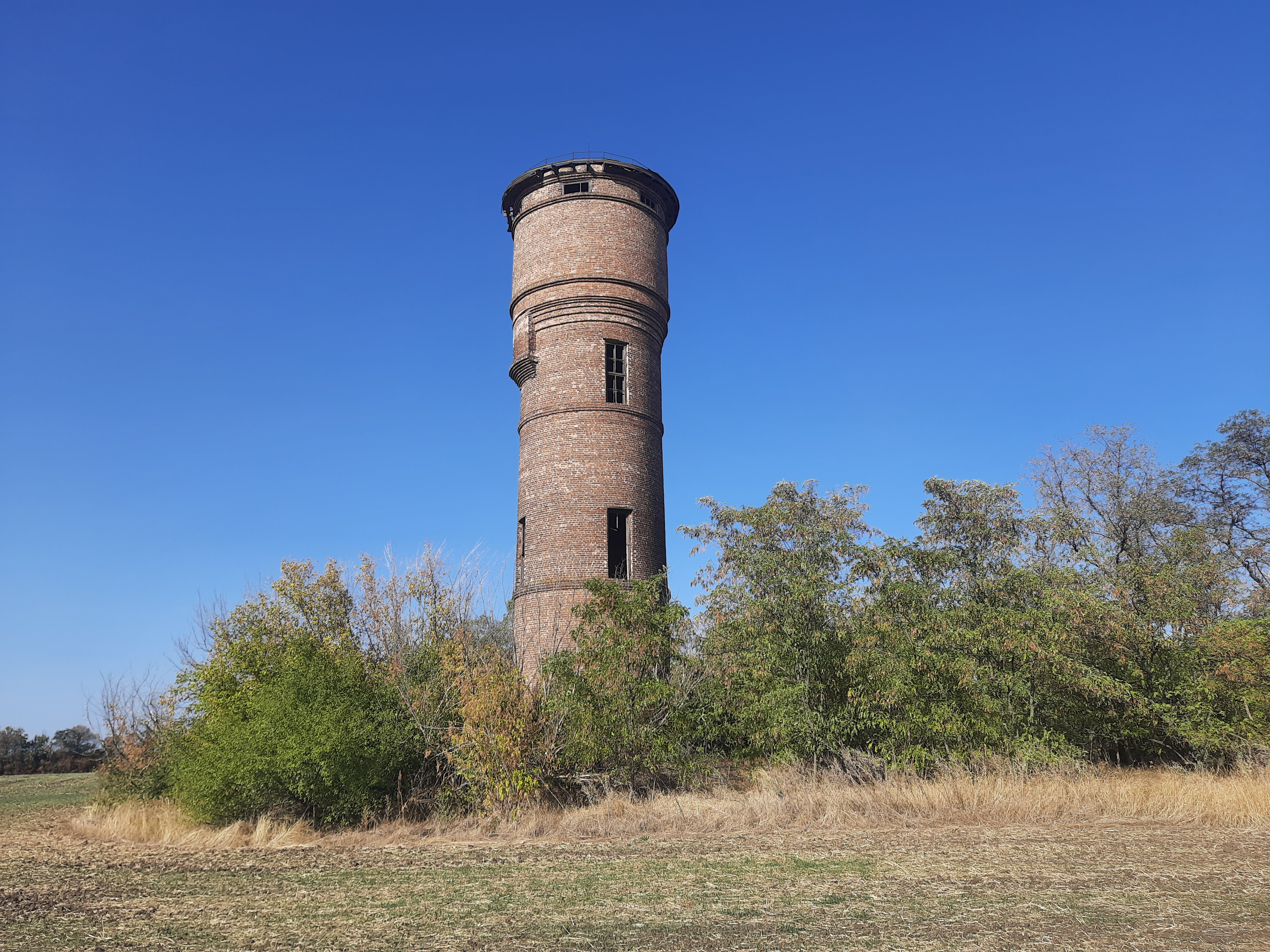
Водонапірна вежа. 1954 рік
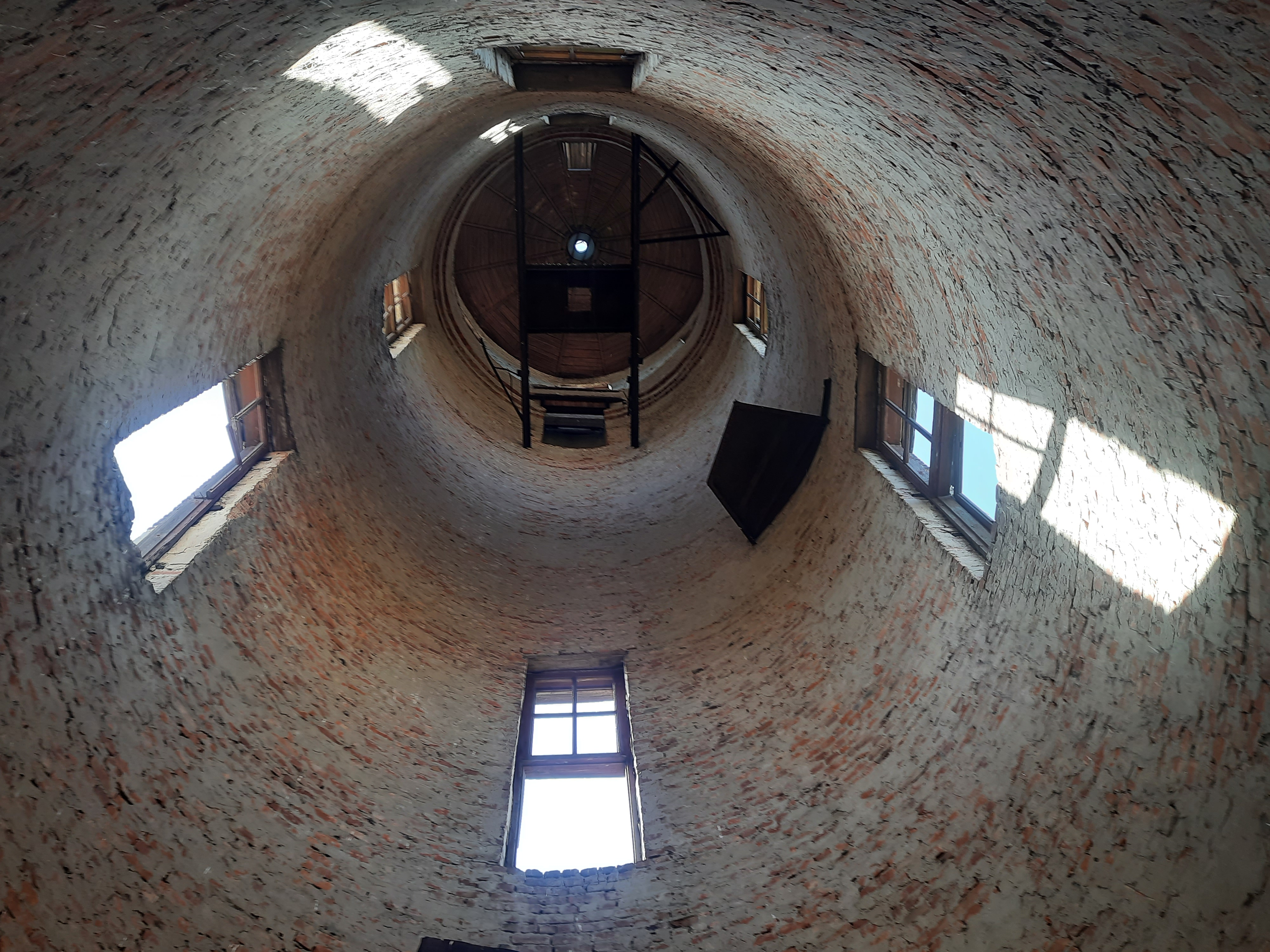
Водонапірна вежа. Вигляд зсередини. 1954 рік
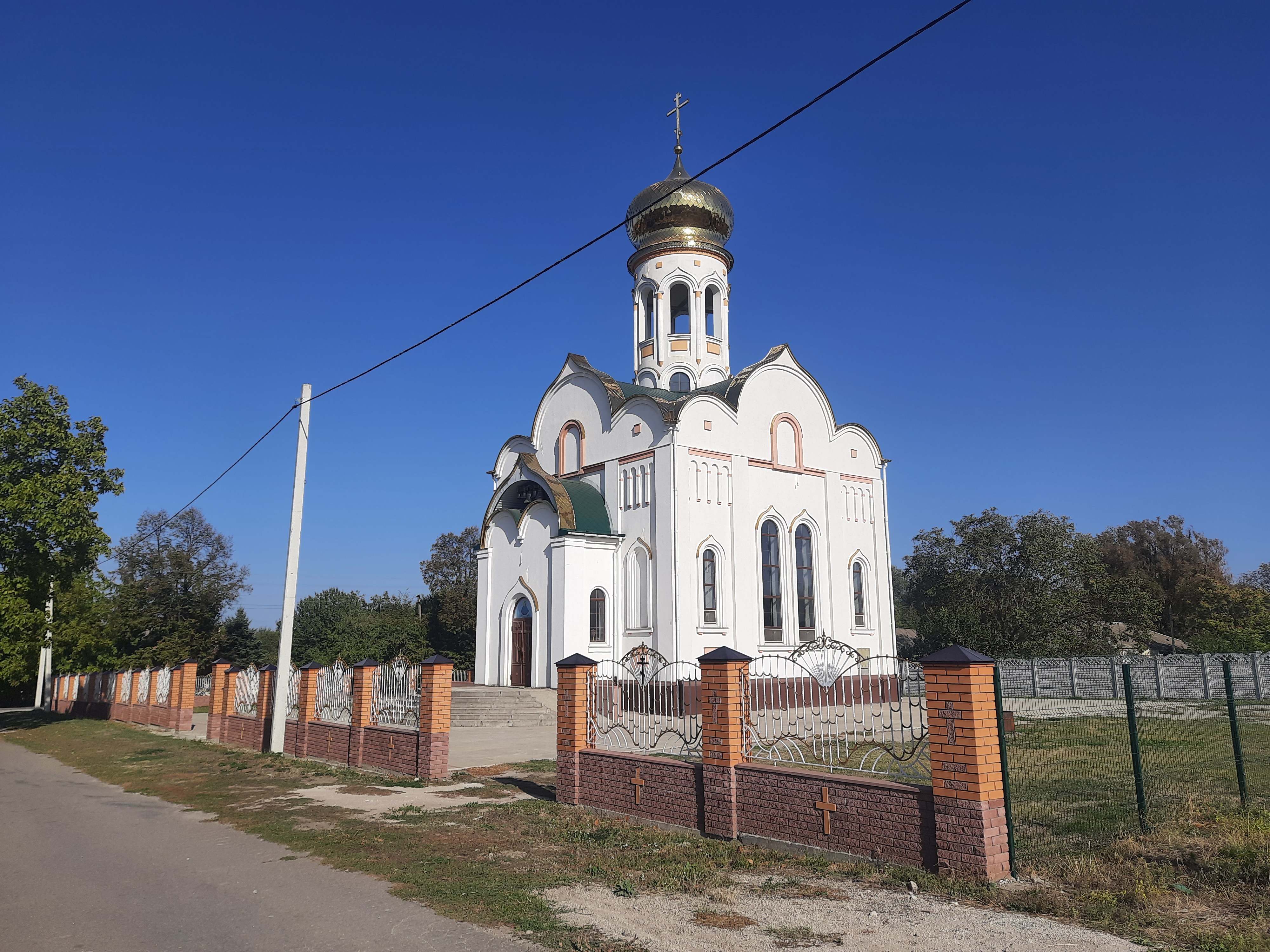
Церква